# کرایسلر (شاخه)

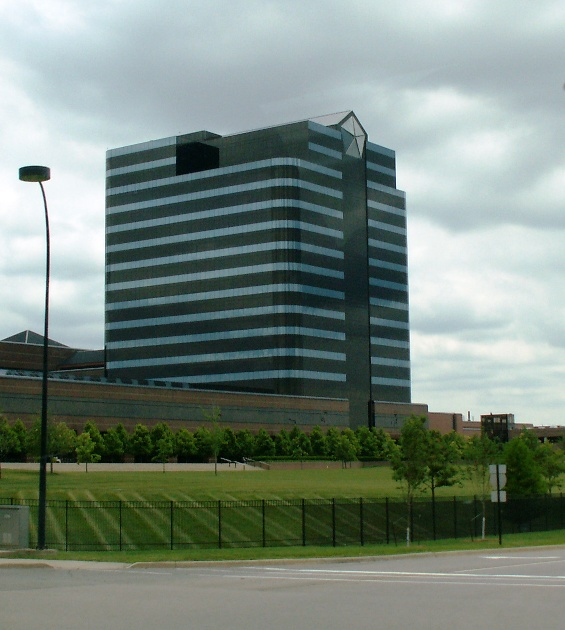
مرکز ساخت و طراحی خودرو کرایسلر، در دیترویت میشیگان

کرایسلر (به انگلیسی: Chrysler Division) شرکت خودروسازی آمریکایی است، که یکی از شاخه‌های گروه تولیدی کرایسلر ال ال سی می‌باشد.